# 管口村
管口村（管家口），中国山东省济宁市兖州市漕河镇所辖的一个行政村，位于该镇西北部。管口村西邻小孟镇，东邻谈村、薛朱刘村。因村内管姓居多，并有过河渡口，故得名。面积1.01平方千米(1515亩)，总人口1372。邮编272113。行政区划代码370882107214。